# Licor de limón

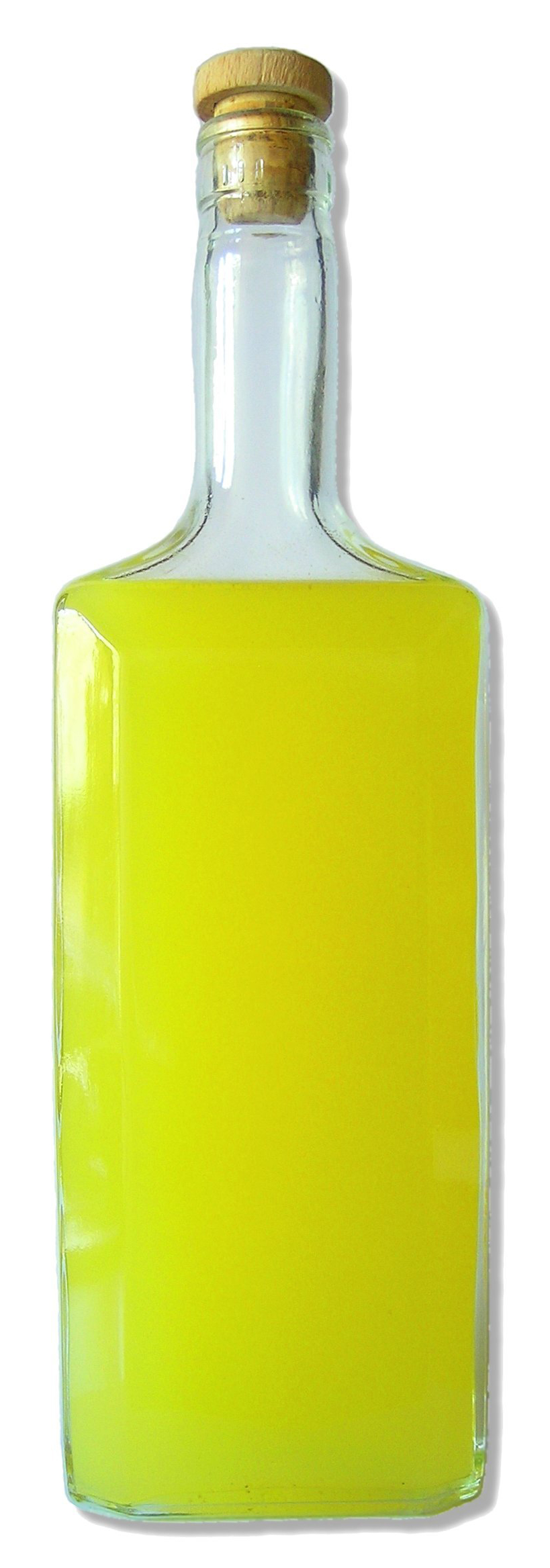
Licor de limón

El licor de limón es un licor hecho de limones, licor y azúcar. Es de color amarillo limón claro a brillante; intenso sabor a limón; claro, turbio u opaco; y dulce o agridulce. Para su elaboración se utiliza la ralladura del limón y no su zumo, se le puede agregar agua y el licor no es agrio. También se puede agregar leche o crema para hacer un licor de crema de limón.

## Producción
Para producir el licor de limón se requiere azúcar, agua, ralladura de limón, licor y tiempo para madurar. La ralladura de limón se empapa en aguardiente blanca para extraer el aceite de limón (un aceite esencial) y se deja macerar varios días. La extracción luego se diluye en agua y azúcar y se pone a hervir.

## Variaciones
Se utilizan diferentes variedades de limón para producir diferentes sabores. La variedad de limón utilizada generalmente está dictada por la región donde se elabora. Se pueden usar varios alcoholes para dar sabores distintos. Un alcohol de mayor pureza maximiza la extracción del sabor a limón, mientras que los alcoholes más oscuros agregan complejidad de sabor. En Italia es donde esta más extedido su uso, existiendo numerosas marcas comerciales de licor de limón, de distintos tipos y variedades (como el Limoncello).